# Prosoplus aluensis
Prosoplus aluensis là một loài bọ cánh cứng trong họ Cerambycidae.